# Michel Vorm
Michel Vorm (tiếng Hà Lan: [miʃɛl vɔrm], sinh ngày 20 tháng 10 năm 1983 tại Nieuwegein, Hà Lan) là một cựu thủ môn bóng đá người Hà Lan.

## Sự nghiệp

### FC Den Bosch
Vào ngày 12 tháng 8 năm 2005, Vorm gia nhập câu lạc bộ FC Den Bosch trong trận đấu với FC Emmen. Mùa giải đó anh đã chơi 5 trận.

### FC Utrecht
Ngày 19 tháng 8 năm 2006, Vorm xuất hiện tại câu lạc bộ FC Utrecht trong trận đấu với Willem II. Mặc dù anh gia nhập FC Utrecht nhưng chỉ là lựa chọn thứ ba, sau Franck Grandel và Joost Terol, khả năng bắt bóng của anh khiến quản lý Foeke Booy rất ấn tượng và nửa mùa giải anh là lựa chọn không thể thay thế trong khung gõ. Tại Utrecht, vị trí của anh chưa ai có thể lật đổ, sau mùa giải mới anh ra sân 33/34 trận. Vorm chỉ bỏ lỡ một số trận đấu trong mùa giải 2007-08 do chấn thương đầu gối và vai. Anh rời Utrecht bắt đầu của mùa giải 2011-12, tổng cộng anh đã chơi 136 trận trong sự nghiệp của mình tại Utrecht.

### Swansea City
Ngày 10 Tháng 8 năm 2011, anh tới câu lạc bộ Swansea City theo một bản hợp đồng chuyển nhượng với khoản phí 1,5 triệu Bảng.
Anh là thủ môn xuất sắc thứ 2 tại giải Premier League với 11 trận đấu giữ sạch lưới, chỉ xếp sau thủ thành Joe Hart của câu lạc bộ Manchester City. Ngày 06 tháng 11 năm 2011, Vorm giúp Swansea City cầm hòa Liverpool F.C. 0-0. Ngày 10 Tháng 12, tỷ số 1-0 nghiêng về các cầu thủ Swansea, một lần nữa anh đã cứu thua bằng pha cản phá xuất sắc từ chấm phạt đền ở phút thứ 87 được thực hiện bởi cầu thủ Clint Dempsey của Fulham và kết thúc trận đấu với tỉ số 1-0.
Tottenham Hotspur
Ngày 23/7/2014, Vorm thông báo kí hợp đồng với Tottenham Hotspur cạnh tranh với Hugo Lloris. Hợp đồng có thời hạn 4 năm trị giá 3,5 triệu Bảng sau 3 năm chơi bóng ở Swansea.
Anh có trận mở màn dưới màu áo Tottenham vào ngày 24/9, ở vòng 3 League Cup ở sân nhà với Nottingham Forest. Dù bị thủng lưới trước bởi Jorge Grant nhưng Tottenham vẫn thắng với tỉ số 3–1. Vorm tiếo tục có trận đấu thứ hai vào ngày 29.10 và lần đầu tiên giữ sạch lưới cho Tottenham đánh bại Brighton & Hove Albion 2–0. Tám ngày sau anh chơi trận đầu tiên ở UEFA Europa League cho Tottenham, và thắng với tỉ số 2-1 trước Asteras Tripoli.
Vorm xuất hiện lần đầu tiên ở giải đấu vào ngày 21/3/2015, sau khi Lloris phải rời sân vì chấn thương vào phút thứ 4 ở sân nhà đá với Leicester City. Tottenham thắng 4-3.
Năm 2020, anh quyết định kết thúc sự nghiệp ở tuổi 37 sau 15 năm gắn bó với sự nghiệp bóng đá chuyên nghiệp.

## Sự nghiệp Quốc tế
Năm 2006, anh cùng đội tuyển Hà Lan giành chiến thắng tại UEFA U-21 Championship 2006 ở Bồ Đào Nha.
Năm 2008, Vorm được triệu tập vào đội tuyển Hà Lan, ngày 05 tháng 9 năm 2009 trong một trận đấu giao hữu với Nhật Bản (chiến thắng 3-0), anh đã tạo ra màn diễn ấn tượng và giữ sạch lưới.

### Giải bóng đá vô địch thế giới 2010
Vorm cũng được triệu tập vào đội tuyển để dự Giải bóng đá vô địch thế giới 2010 diễn ra tại Nam Phi. Trong thời gian chơi tại Giải bóng đá vô địch thế giới, bạn gái của anh là Daisy sinh ra một cậu con trai khiến thủ môn người Hà Lan phải trở về nhà hai ngày sau khi cậu bé ra đời.

## Thống kê sự nghiệp

### Câu lạc bộ
Tính đến ngày 19 tháng 2 năm 2017
| Câu lạc bộ          | Mùa giải            | Giải đấu            | Giải đấu | Giải đấu | Cúp quốc gia | Cúp quốc gia | Cúp liên đoàn | Cúp liên đoàn | Khác | Khác | Tổng cộng | Tổng cộng |
| Câu lạc bộ          | Mùa giải            | Hạng                | Trận     | Bàn      | Trận         | Bàn          | Trận          | Bàn           | Trận | Bàn  | Trận      | Bàn       |
| ------------------- | ------------------- | ------------------- | -------- | -------- | ------------ | ------------ | ------------- | ------------- | ---- | ---- | --------- | --------- |
| Utrecht             | 2006–07             | Eredivisie          | 33       | 0        | 0            | 0            | —             | —             | 0    | 0    | 33        | 0         |
| Utrecht             | 2007–08             | Eredivisie          | 11       | 0        | 0            | 0            | —             | —             | 0    | 0    | 11        | 0         |
| Utrecht             | 2008–09             | Eredivisie          | 26       | 0        | 0            | 0            | —             | —             | 0    | 0    | 26        | 0         |
| Utrecht             | 2009–10             | Eredivisie          | 33       | 0        | 0            | 0            | —             | —             | 0    | 0    | 33        | 0         |
| Utrecht             | 2010–11             | Eredivisie          | 33       | 0        | 5            | 0            | —             | —             | 9    | 0    | 47        | 0         |
| Utrecht             | Tổng cộng           | Tổng cộng           | 136      | 0        | 5            | 0            | —             | —             | 9    | 0    | 150       | 0         |
| Den Bosch (mượn)    | 2005–06             | Eerste Divisie      | 35       | 0        | 0            | 0            | —             | —             | —    | —    | 35        | 0         |
| Den Bosch (mượn)    | Tổng cộng           | Tổng cộng           | 35       | 0        | 0            | 0            | —             | —             | —    | —    | 35        | 0         |
| Swansea City        | 2011–12             | Premier League      | 37       | 0        | 0            | 0            | 0             | 0             | —    | —    | 37        | 0         |
| Swansea City        | 2012–13             | Premier League      | 26       | 0        | 2            | 0            | 0             | 0             | —    | —    | 28        | 0         |
| Swansea City        | 2013–14             | Premier League      | 26       | 0        | 0            | 0            | 0             | 0             | 6    | 0    | 32        | 0         |
| Swansea City        | Tổng cộng           | Tổng cộng           | 89       | 0        | 2            | 0            | 0             | 0             | 6    | 0    | 94        | 0         |
| Tottenham Hotspur   | 2014–15             | Premier League      | 4        | 0        | 3            | 0            | 5             | 0             | 2    | 0    | 14        | 0         |
| Tottenham Hotspur   | 2015–16             | Premier League      | 1        | 0        | 4            | 0            | 1             | 0             | 1    | 0    | 7         | 0         |
| Tottenham Hotspur   | 2016–17             | Premier League      | 4        | 0        | 3            | 0            | 2             | 0             | 0    | 0    | 9         | 0         |
| Tottenham Hotspur   | Tổng cộng           | Tổng cộng           | 9        | 0        | 10           | 0            | 8             | 0             | 3    | 0    | 30        | 0         |
| Tổng cộng sự nghiệp | Tổng cộng sự nghiệp | Tổng cộng sự nghiệp | 268      | 0        | 17           | 0            | 8             | 0             | 18   | 0    | 310       | 0         |

### Đội tuyển quốc gia
Tính đến ngày 12 tháng 7 năm 2014
| Hà Lan    | Hà Lan | Hà Lan |
| Năm       | Trận   | Bàn    |
| --------- | ------ | ------ |
| 2008      | 1      | 0      |
| 2009      | 2      | 0      |
| 2010      | 2      | 0      |
| 2011      | 4      | 0      |
| 2013      | 5      | 0      |
| 2014      | 1      | 0      |
| Tổng cộng | 15     | 0      |

## Danh hiệu
- 2006 UEFA European Under-21 Football Championship: 2006
- 2007 Di Tommaso Trophy: 2007